# Kota Mulya
Kota Mulya is een bestuurslaag in het regentschap Ogan Komering Ulu van de provincie Zuid-Sumatra, Indonesië. Kota Mulya telt 1075 inwoners (volkstelling 2010).